# Revitalização

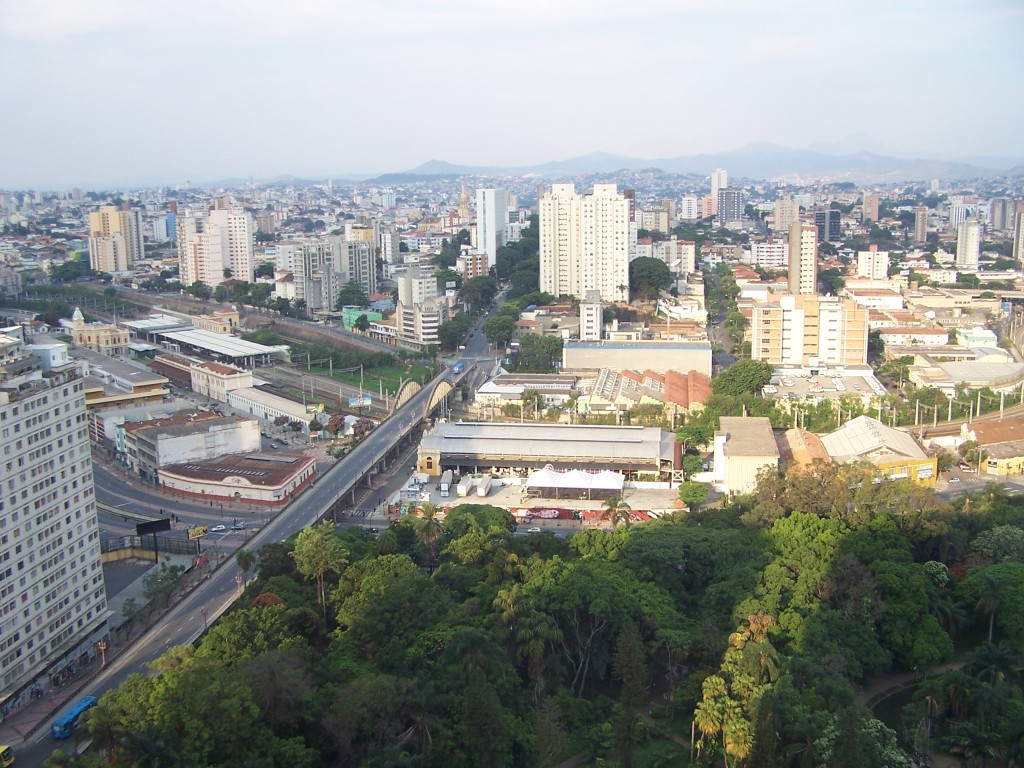
O Viaduto de Santa Teresa, em Belo Horizonte, foi objeto de revitalização.

No contexto de  urbanismo e  planejamento urbano, revitalização,  reabilitação ou, mais recentemente, requalificação, são termos aproximadamente equivalentes que se referem a processos de reconversão de espaços urbanos abandonados, subutilizados ou degradados  mediante a recuperação de  antigos (ou a criação de novos) usos   e  atributos  urbanísticos  ou naturais.   
A expressão requalificação urbana se difunde a partir do final dos anos 1980 para designar tanto  renovação (intervenção sobre um espaço urbano, com substituição parcial ou total do patrimônio urbanístico e  imobiliário), como  reestruturação (introdução de novos elementos estruturantes, tais como eixos viários)  ou reabilitação de áreas urbanas. Grosso modo, todos esses conceitos podem ser considerados como descendentes das intervenções higienistas do século XIX -  das quais o plano de Haussmann para a cidade de Paris é o caso paradigmático.
Processos de requalificação de áreas centrais degradadas têm, em geral, como objetivo principal declarado, incrementar a densidade de ocupação, de modo a promover a  reutilização (ou a plena utilização) da infraestrutura e equipamentos urbanos já existentes. Eventualmente,    objetivos colaterais (melhoria da qualidade de vida na cidade,  sustentabilidade ambiental,  aumento da coesão social, etc.)  podem ser também citados . O grau de complexidade dessas intervenções pode variar. Em qualquer caso,  costuma-se recorrer ao planejamento integrado, para compatibilizar as diferentes interesses e demandas de usos - atividades produtivas, habitação,  lazer,  circulação e assim por diante - dos espaços 'renovados' ou 'requalificados'. 
No entanto, processos de revitalização - à parte a eventual valorização ambiental ou melhoria  do desempenho das funções urbanas -  também geram, quase sempre, um impacto significativo sobre o valor dos imóveis, com  a consequente substituição da população original, no todo ou em grande parte,  voluntariamente ou manu militari.  Portanto,  esses processos também são dotados de uma dimensão social e política não desprezível  que usualmente se expressa em disputas mais ou menos acirradas  de poder entre os diferentes grupos de interesse envolvidos (população original, poder público, empresas interessadas  etc.).